# Villa Faraone
Villa Faraone è una delle ville storiche di Napoli; appartiene al gruppo delle Ville vesuviane del Miglio d'oro. La struttura è locata nel quartiere di San Giovanni a Teduccio.
Eretta nel 1855 con un fabbricato a due piani, è un bell'esempio di tardo neoclassicismo.
Le quattro colonne della facciata, presentano scanalature in stucco sovrastate da capitelli ionici e da trabeazioni che reggono il balcone del piano nobile; quest'ultimo elemento, anch'esso costituito da vivaci elementi a motivi ionici.
Altra caratteristica della villa è il cortile che presenta una doppia esedra ellittica; a corona di quest'ultimo, troviamo un pergolato di otto colonne.
L'architettura ha ricevuto di recente un restauro.